# N3
N3 är en av huvudvägarna i republiken Irland och går mellan huvudstaden Dublin och gränsen till Nordirland, via Cavan.
Den startar som Navan Road i utkanten av Dublin och går som fyrfältsväg genom Castleknock och Blanchardstown. Utanför Dublin går den som avgiftsbelagd motorväg, betecknad M3, förbi Clonee, Dunshauglin, Navan och Kells. Från Kells går vägen som landsväg via Cavan till gränsen vid Belturbet, där den byter nummer till A509 som går till Enniskillen i Nordirland. Från Enniskillen går A46 vidare mot nordväst, och byter nummer till N3 när den korsar gränsen nära Ballyshannon.
Bygget av motorvägen, som pågick 2007–2010, ledde till protester eftersom sträckningen går förbi Hill of Tara, den irländska högkungens säte. Området runt Tara har visat sig innehålla många arkeologiska fynd och det hävdas att en utbyggnad av vägen kan skada Irlands kulturarv.